# Kebun Tanjung Seumantoh
Kebun Tanjung Seumantoh is een bestuurslaag in het regentschap Aceh Tamiang van de provincie Atjeh, Indonesië. Kebun Tanjung Seumantoh telt 1356 inwoners (volkstelling 2010).